# Seacroft

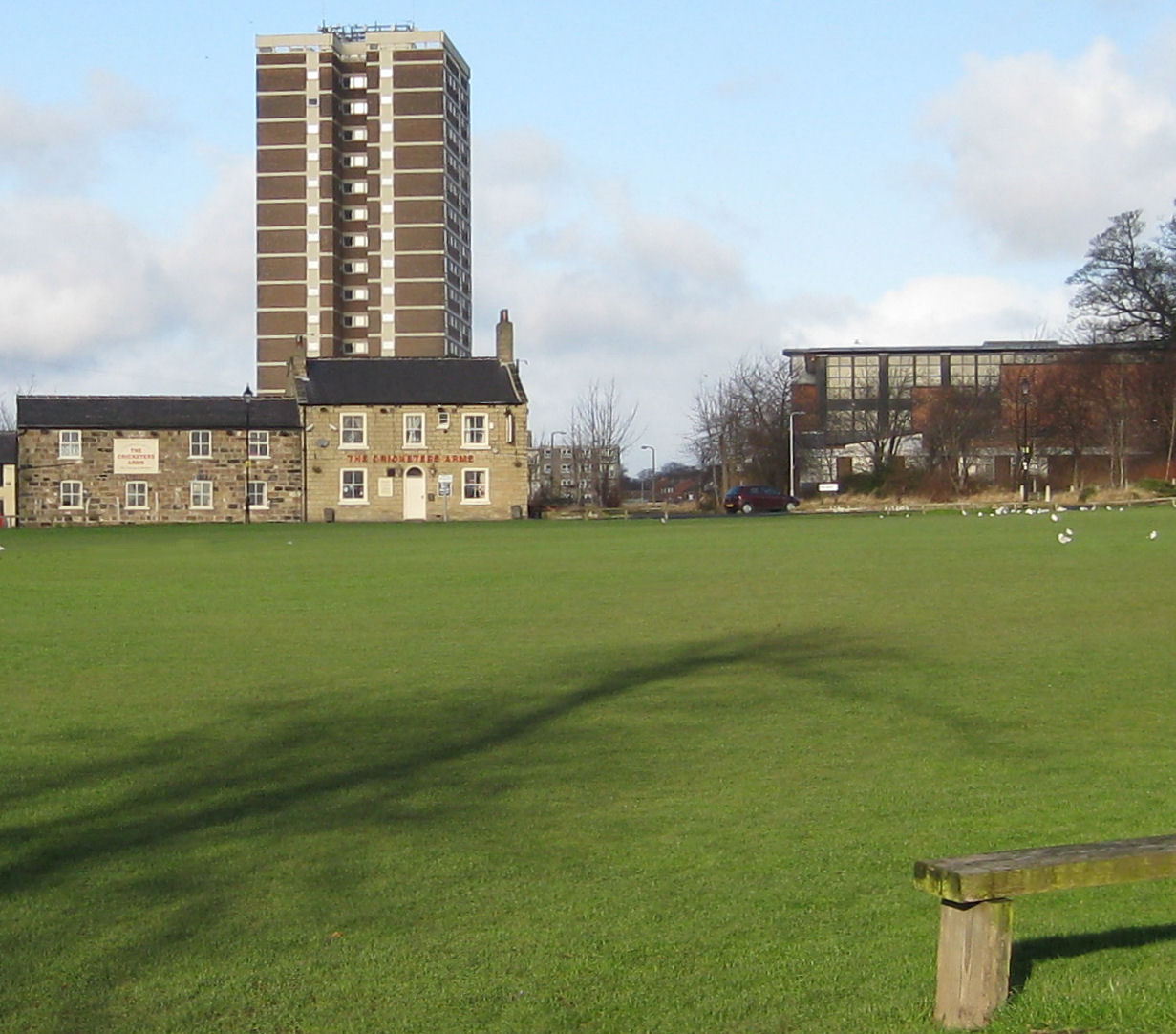
Seacroft Village Green.

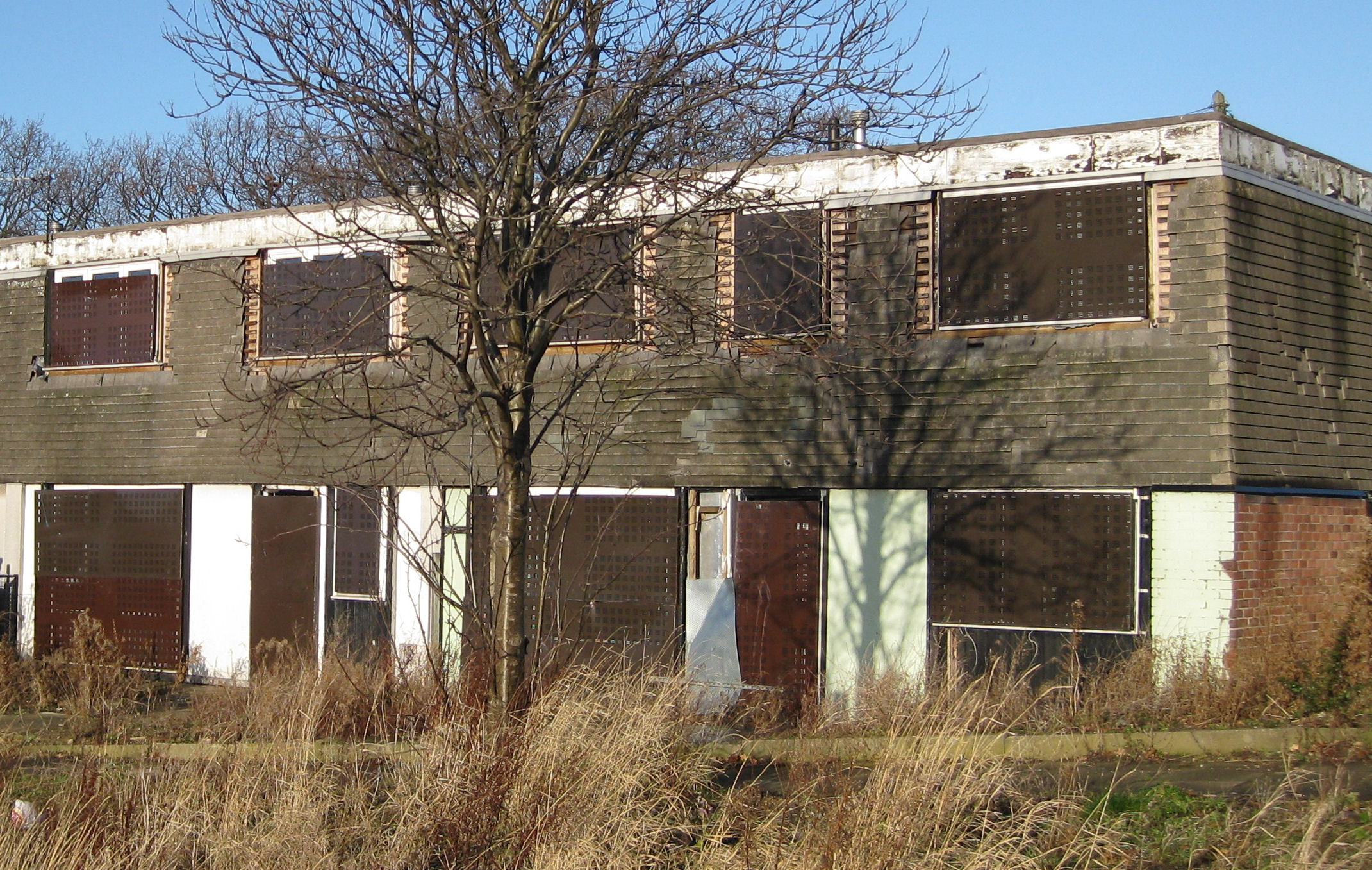
Des maisons abandonnées.

Seacroft est une banlieue de Leeds, Yorkshire de l'Ouest, au Royaume-Uni. La région souffre d'un taux élevé de criminalité, la pauvreté, l'analphabétisme et de privation.    

## Histoire
La région était à l'origine un village de la banlieue de Leeds. Au XXe siècle, le domaine a été développé par la construction de milliers de logements sociaux. Beaucoup de maisons ont été préfabriqués et ont depuis été libérés et chuté dans un état de déréliction. 